# Lještansko
Lještansko (Servisch cyrillisch Љештанско) is een plaats in de Servische gemeente Bajina Bašta. De plaats telt 418 inwoners (2002).